# Telecomunicações Brasileiras S.A.
 (février 2018).
Si vous disposez d'ouvrages ou d'articles de référence ou si vous connaissez des sites web de qualité traitant du thème abordé ici, merci de compléter l'article en donnant les références utiles à sa vérifiabilité et en les liant à la section « Notes et références ».
Telecomunicações Brasileiras S. A. (Telebras) est une société détenue par l'état brésilien principalement responsable de la gestion du Plan National de haut-débit internet et de l'infrastructure de fibre optique de Petrobras et Eletrobras. C'était auparavant une société holding contrôlée par différentes institutions de l’état et qui fournissait des services téléphoniques dans les états brésiliens, en complément de l'opérateur Embratel (filiale d'América Móvil).
Telebrás, offre des services d'accès à Internet dédiés aux fournisseurs de services de télécommunications, qui disposent d'une autorisation délivrée par Anatel ; en plus de fournir l'infrastructure pour les services de télécommunications proposés aux entreprises privées, aux États, District Fédéral, et Municipalités et à des organismes à but lucratif.
Démantelée en 1998 lors du processus de privatisation des entreprises de téléphonie appartenant à l’état par le gouvernement de Fernando Henrique Cardoso (PSDB), la société a été officiellement réactivée pour gérer le Plan National de haut-débit internet créé en 2010 par le gouvernement de Luiz Inácio Lula da Silva (PT).

## Histoire
La création de cette société d'état a été autorisée par la loi no 5792, du 11 juillet 1972, instituée le 9 novembre 1972, par le président du Brésil, Général de l'Armée Emílio Garrastazu Médici, lors du régime militaire de 1964-1985. Son mandat était de centraliser, de normaliser et de moderniser les diverses entreprises de télécommunications et les concessionnaires de services publics qui existaient au Brésil.

### Privatisation
Le Système Telebrás a été privatisé le 29 juillet 1998, en raison du changement, en 1995, de la constitution brésilienne, avec la promulgation de la Loi Générale sur les Télécommunications qui vise à l'expansion et à l'universalisation des services de communications, en privant l'état brésilien de son réseau historique (l'état minimum).
Les sociétés qui composaient la holding publique, ont été regroupées en 4 régions et vendues aux enchères internationales. Il y avait quatre entreprises pour les réseaux de téléphonie fixe et huit entreprises pour les réseaux mobiles, en plus de l'opérateur longue distance Embratel. Dans le même temps, des concessions ont été vendues aux enchères  pour les mêmes zones privatisées, et de nouveaux réseaux alternatifs ont été ouverts, afin de créer une concurrence (duopole).
Pour surveiller le marché, l'Anatel (Agence Nationale des Télécommunications) et le fonds Fistel (Fonds  de Surveillance des Télécommunications) ont été créés. Afin de subventionner des investissements dans les régions défavorisées et dans les collectivités de moins de 100 habitants, le FUST a été institué (Fonds pour l'Universalisation des Services de Télécommunications).
Jusqu'à la privatisation, les entreprises du Système Telebrás étaient responsables du fonctionnement et de la gestion des réseaux et des équipements de télécommunications au Brésil.
L’attente pour avoir une nouvelle ligne était importante et une ligne de téléphone fixe valait jusqu'à dix mille dollars sur le marché parallèle. Les clients potentiels qui souhaitaient payer le prix officiel (environ 1000 dollars américains) devaient attendre de trois à six ans pour obtenir une ligne de téléphone fixe.

### Réactivation: LaNouvelleTelebras
Le Fonds pour l'Universalisation des Services de Télécommunications (FUST) avait, lors de sa création, pour objectif de limiter l'application des fonds aux projets de raccordements téléphoniques dans les zones peu couvertes par le réseau téléphonique ; il a ensuite été étendu aux réseaux en fibres optiques.
Le fonds est alimenté par le prélèvement d'un petit pourcentage sur les abonnements de télécommunications payés par les consommateurs ; son objectif initial était de subventionner les activités des entreprises privées dans les zones reculées et économiquement peu rentables. Compte tenu de la difficulté d'utilisation de ses ressources - en décembre 2007, elles s’élevaient à six milliards de réals - l'Anatel, en collaboration avec ses concessionnaires, a permis le financement de l'encours des obligations des entreprises, grâce à la modification du Plan Général de Subventions (PGO) pour rendre possible une meilleure utilisation des ressources du FUST, afin de répondre aux nouveaux besoins de la société en technologies, tels que l'extension du réseau Internet à haut débit.